# Meloboris fuscifemora
Meloboris fuscifemora är en stekelart som först beskrevs av Alfred Byrd Graf 1917.  Meloboris fuscifemora ingår i släktet Meloboris och familjen brokparasitsteklar. Inga underarter finns listade i Catalogue of Life.